# باشگاه فوتبال بوزینگن
باشگاه فوتبال بوزینگن یک باشگاه فوتبال آلمانی مستقر در برون‌بوم بوزینگن است که در سیستم فوتبال سوئیس رقابت می‌کند و تنها باشگاه آلمانی است که این کار را انجام می‌دهد. این باشگاه در سال ۱۹۲۴ تأسیس شد و در حال حاضر، تا سال ۲۰۰۸، حدود ۲۱۵ عضو دارد.